# Oliver Blume
Oliver Blume (Braunschweig, 6 giugno 1968) è un dirigente d'azienda tedesco, amministratore delegato del gruppo Volkswagen dal settembre 2022; inoltre dal 2015 ricopre anche la stessa carica alla Porsche.

## Biografia

### Gioventù
Nato a Braunschweig, dopo essersi diplomato al ginnasio a Braunschweig, ha studiato ingegneria meccanica alla Braunschweig University of Technology. Nel 1994 ha conseguito un master presso l'Audi.

### Carriera
Proprio nella casa automobilistica tedesca in seguito all'età di 28 anni, viene assunto come progettista per la carrozzeria. Tre anni dopo, è diventato responsabilità per la progettazione della carrozzeria dell'Audi A3; due anni più tardi, è stato promosso executive assistant of product. Successivamente, per cinque anni ha lavorato in SEAT nel reparto produzione per poi essere trasferito presso il marchio Volkswagen.
Nel 2013 è stato nominato membro del Porsche Executive Board, dove era responsabile della produzione e della logistica.
Il 1º ottobre 2015 Blume è diventato CEO della Porsche. Dopo le dimissioni di Herbert Diess, Blume ha assunto anche la carica di CEO di Volkswagen AG il 1º settembre 2022. Lo stesso giorno ha annunciato la riduzione a 9 membri del Consiglio Direttivo, che era stato aumentato dal suo predecessore a 12 seggi.
Secondo le sue stesse dichiarazioni, Blume era in stretto contatto con Christian Lindner sulla questione della prosecuzione dell'immatricolazione dei veicoli con rifornimento di carburante elettronico oltre il 2035. Ciò ha sollevato accuse di aver influenzato i negoziati della coalizione nel 2021. Sia il Ministero Federale delle Finanze che il Gruppo Porsche lo hanno respinto.

## Altre attività
- Società Fraunhofer, membro del Senato.[6]